# Середньовічна біоархеологія

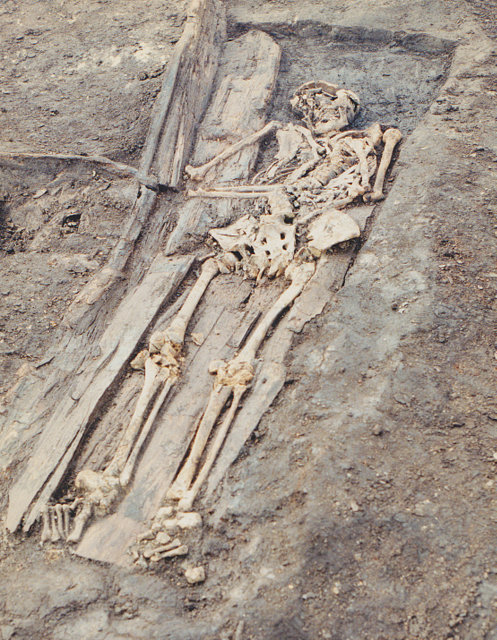
Середньовічний скелет з Нідерландів

Середньовічна біоархеологія — дослідження людських останків, знайдених із середньовічних археологічних пам'яток. Біоархеологія спрямована на розуміння популяцій шляхом аналізу людських скелетних останків, і це застосування біоархеології спеціально спрямоване на розуміння середньовічного населення. Існує інтерес до середньовічного періоду, коли мова заходить про біоархеологію, через те, наскільки по-різному жили люди тоді, а не зараз, не лише у повсякденному житті, але й під час війни та голоду. Біологію та поведінку тих, хто жив у Середньовічний період, можна проаналізувати, розуміючи їхній вибір здоров'я та способу життя.

## Показники неспецифічного стресу

### Індикатори стоматологічного неспецифічного стресу

#### Гіпоплазія емалі
Лінійна гіпоплазія емалі є прикладами періодів стресу або порушення здоров'я дитини, коли на зубах утворюються горизонтальні смуги, які можна досліджувати макроскопічно та представляють локальне зменшення товщини емалі. Гіпоплазії емалі використовуються в біоархеологічних дослідженнях як маркери дитячого фізіологічного стресу.

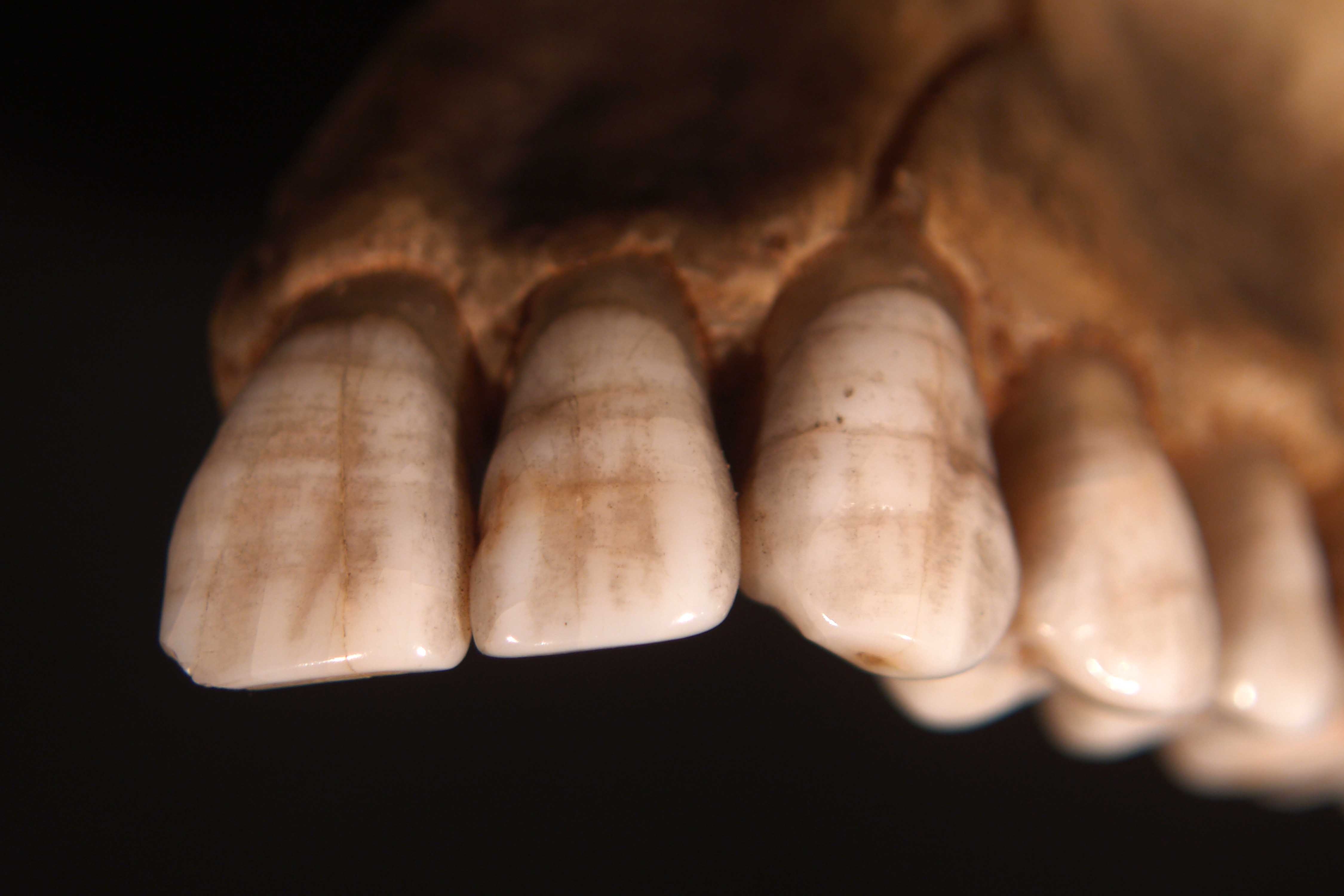
Зуби з лініями гіпоплазії емалі

Юстина Йоланта Мішкевич з Кентського університету досліджувала лінійну гіпоплазію емалі та вік на момент смерті серед середньовічного населення Кентербері, Велика Британія. Вона зосередила свою увагу на населенні монастиря та цвинтаря Святого Григорія. Вона виявила 374 зуби з лінійною гіпоплазією емалі на нижній або верхній щелепі. Вона також виявила, що частота лінійної гіпоплазії емалі на кладовищі значно вища, ніж у монастирі. Середня кількість зубів з лінійною гіпоплазією емалі на кладовищі становила 17,6, а в монастирі — 7,9. Це дослідження також визначило вік людей на момент смерті, а також те, які типи соціальних груп вони представляли. Результати показали, що стрес у дитинстві може відображатися на смертності в дорослому віці, і що здоров'я людей з різних соціальних верств можна оцінити за допомогою аналізу лінійної гіпоплазії емалі.

### Індикатори неспецифічного стресу скелета

#### Поротичний гіперостоз та крибра орбіти
Поротичний гіперостоз — патологічний стан, що вражає склепіння черепа. Характеризується пористістю зовнішньої поверхні склепіння черепа або даху орбіти. Коли в даху орбіти є пористість, це називається cribra orbitalia. Починаючи з 1950-х років, найбільш загальновизнаною ймовірною причиною порового гіперостозу та крибри орбіти є хронічна залізодефіцитна анемія. Хоча найбільш ймовірною причиною є дефіцит дієти, інші можливості включають втрату поживних речовин через кишкових паразитів.
Енн Л. Ґрауер, професорка антропології Чиказького університету Лойоли, оцінила наявність порового гіперостозу та періостальних реакцій у популяції (n=1014) із Сент-Гелен-он-зе-Воллс у Йорку, Англія. Вона використовувала поротичний гіперостоз і періостальні реакції, щоб досліджувати здоров'я та хвороби в міській середньовічній Англії. Ґрауер виявила, що у 58 % населення спостерігаються ознаки поротичного гіперостозу, а у 21,5 % — ознаки періостальних реакцій.

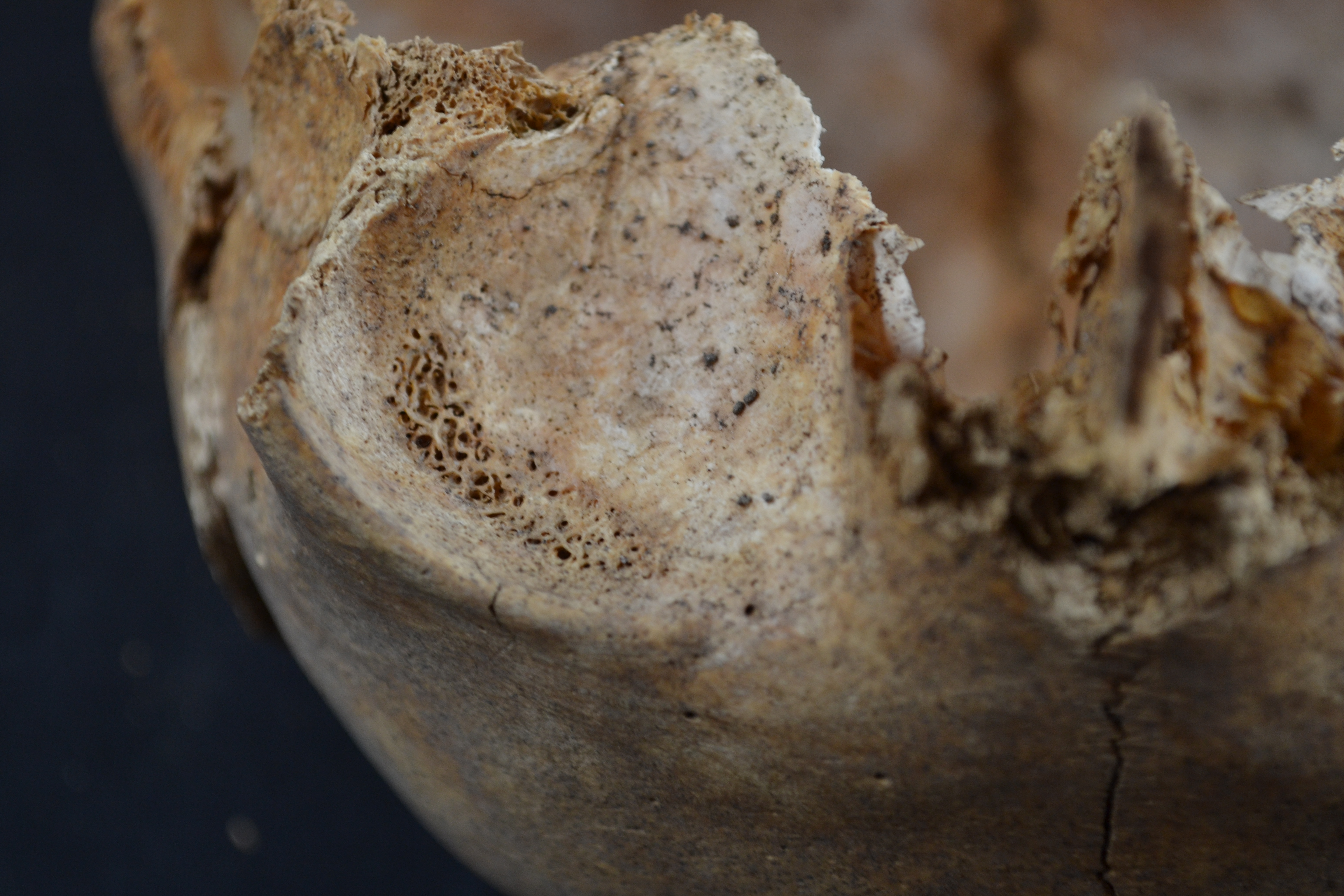
Крибра орбіта у маленької дитини.

У 2002 році Я. Піонтек і Т. Козловський з Університету Адама Міцкевича та Університету Миколи Коперника, відповідно, вивчали частоту крибра орбіти в середньовічній польській популяції. Метою цього дослідження було представити дані про частоту крибра орбіти в черепах дітей з кладовища в Грушно, Польща, і порівняти ці результати з частотою крибра орбіти у дорослому населенні. Вони виявили частоту 47,1 % крибра орбіти у дітей у віці 0-7 років на момент смерті і частоту 50 % у дітей, які померли у віці від 7 до 15 років. Автори дійшли висновку, що умови життя середньовічного населення Грушно не обов'язково гарантували міцне здоров'я дітей і підлітків через вплив патологічних факторів, які порушували їх ріст і розвиток.

#### Лінії Гарріса
Лінії Гарріса є індикаторами стресу на скелеті, який формується через недоїдання, хворобу чи інші стресові фактори в дитинстві. Протягом цього часу ріст кісток тимчасово припиняється або сповільнюється, але мінералізація кісток продовжується. Після того, як стрес зменшиться або припиниться, ріст кістки відновиться, що призводить до лінії підвищеної мінеральної щільності, яку можна побачити на рентгенограмах. Якщо після стресу відновлення немає, лінія не утворюється.

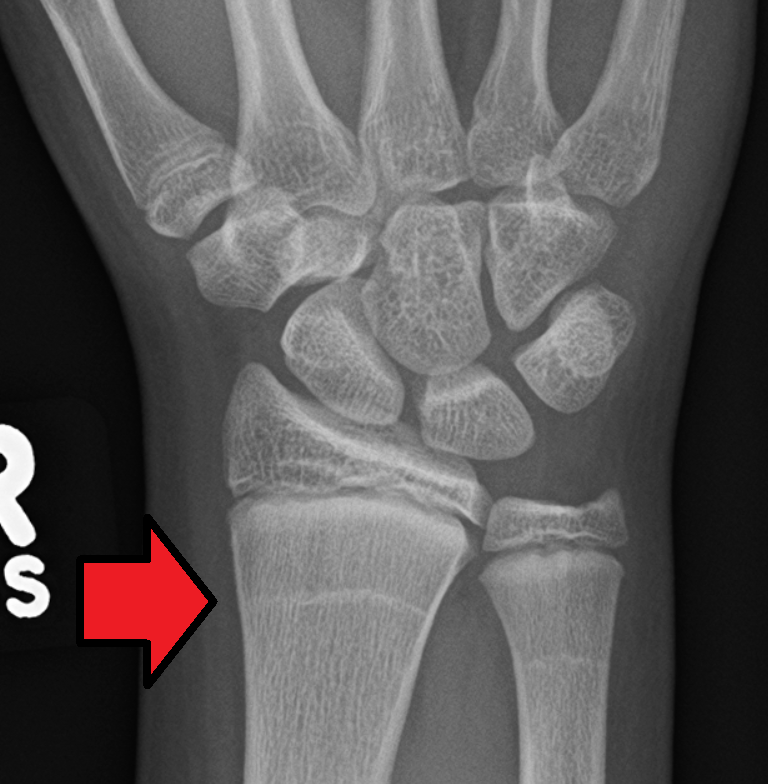
Лінії Гарріса у дитини із затримкою росту через захворювання кісток.

Амін та ін. (2005) вивчали частоту ліній Гарріса в середньовічній популяції з Берна, Швейцарія. Вчені з Університетської лікарні Берна зібрали рентгенограми великогомілкової кістки 112 добре збережених скелетів, які жили у VIII—XV століттях. Вони також порівняли свої результати з рентгенограмами 138 живих пацієнтів з того ж географічного регіону. Вони виявили ознаки ліній Гарріса у 88 з 112 (80 %) середньовічних скелетів і у 28 з 138 (20 %) живих людей. В обох популяціях лінії Гарріса були виявлені у віці 2 років і у віці від 8 до 12 років. Виникнення ліній Гарріса було пов'язано з дегенеративними захворюваннями кісток, травмами, остеопорозом, захворюваннями периферичних судин, рахітом, ревматоїдним артритом і кістковими деформаціями. Автори дійшли висновку, що середньовічне населення Швейцарії, ймовірно, жило в складних життєвих ситуаціях і поганих гігієнічних умовах, а лінії Гарріса у дітей цього населення відображають поганий догляд і занедбаність.
Рівень кортизолу у волоссі
Зміни рівня білка і кортизолу під час росту і стресу впливають на склад волосся. Ці зміни зазвичай відображають останні кілька місяців перед смертю людини, не включаючи останні два тижні. Зразки волосся можна проаналізувати, дивлячись на рівні ізотопів азоту та вуглецю. Рівень кортизолу в зразках волосся може свідчити про стрес, спричинений фізичними подіями, але зазвичай відображає зміни в раціоні харчування та рух.

## Показники механічного напруження та активності
Біоархеологи можуть вивчати вплив діяльності та робочого навантаження на скелет, щоб зрозуміти, які види праці виконували люди в минулому. Маркери стресу також можуть вказувати на закономірності в розподілі праці та на те, як певні види діяльності були структуровані в суспільстві. Закон Вольфа стверджує, що кістки впливають і перебудовуються під час повторюваної фізичної активності або бездіяльності. Механічний стрес змінює поперечні перерізи кісток і може, в обмеженій мірі, змінити ентези, тоді як тривала бездіяльність може призвести до втрати кісткової маси. Оскільки багато чого доводилося робити вручну, наприклад, займатися сільським господарством і переносити вантажі, фізичний стрес впливав на чоловіків і жінок у цей час. Дегенеративні розлади були більш помітними, ніж хвороби. Фізичний стрес легше побачити на кістках, ніж хворобу на кістках, тому що для появи ознак на кістках потрібен значний проміжок часу, і без медичного лікування ці люди померли б ще до того, як хвороба проявилася б на кістках.

### Травма і навантаження
Аманда Агню та Геді Юстус з Університету штату Огайо вивчали приклади травм та стресу серед населення середньовічного Геча в Польщі. У цей час Геч був важливим політичним і релігійним центром. Вибірка включала 275 поховань, які були проаналізовані на предмет травм і стресу, але тільки дорослі були проаналізовані на предмет травм. Більшість випадків травм були ненасильницькими, хоча 3,4 % осіб з травмами мали ушкодження, які явно були спричинені насильницькими намірами. Низька кількість доказів навмисного насильства дозволила авторам зробити висновок про малоймовірність участі населення у військових діях, які були поширені в цьому регіоні. Однак травматичні ушкодження, пов'язані зі стресом, вказували на те, що населення вело дуже трудомісткий спосіб життя, часто пов'язаний із сільськогосподарською діяльністю. Наприклад, серед населення спостерігалася висока частота травм хребта, включаючи компресійні переломи та спондилолізи. Травми хребців свідчать про великі компресійні навантаження протягом тривалого часу. Автори також вивчали остеохондроз, який може бути викликаний повторюваними травматичними подіями та надмірним навантаженням на суглоби внаслідок фізичної активності. Дослідження дійшло висновку, що велике робоче навантаження і напружена діяльність поширюються на чоловіків, жінок і підлітків. Крім того, автори виявили, що населення Геча зазнало стресових екологічних умов, таких як погане харчування та інфекції.
Що стосується травми хребта, то вона була дуже поширеною у більшості дорослих, особливо у чоловіків, згідно з дослідженням Г. Натана, проведеним на 400 хребцях в надії на те, що їхні остеофіти дадуть точні результати. Це дослідження стосувалося розвитку відповідно до віку, раси та статі з урахуванням їхньої етіології та значущості. Це дослідження показало, що у 100 % з 400 осіб розвинувся або деформуючий спондильоз, або остеохондроз до 40 років, що, швидше за все, пов'язано з історичним гендерним розподілом праці.

## Дієта і здоров'я зубів
Дієта є важливою сферою дослідження для біоархеологів, оскільки вона може розкрити багато аспектів особистості та популяції. Види їжі, яку виробляли та споживали, можуть дати інформацію про те, як було структуроване суспільство, про різні моделі поселення та про те, наскільки здоровим чи нездоровим було населення.
Дієту вивчають різними методами. Біоархеологи можуть досліджувати зуби та шукати наявність або відсутність карієсу, використовувати аналіз зносу зубів або аналіз стабільних ізотопів, зокрема ізотопів вуглецю та азоту.

### Карієс зубів
Зубний карієс — це науковий термін для позначення карієсу або карієсу, що виникає внаслідок ферментації вуглеводів бактеріями в роті. Карієс пов'язаний із поганим чищенням порожнини рота та відступом ясен, що оголює коріння зубів.
Дослідниками з Університету Поля-Сабатьє було проведено дослідження частоти карієсу зубів серед середньовічного населення південно-західної Франції. Вони досліджували 58 дорослих, як чоловіків, так і жінок, і виявили, що поширеність карієсу зубів становить 17,46 %, причому найчастішими типами карієсу є оклюзійний або проксимальний. Крім того, карієс зустрічався переважно на других і третіх молярах як верхньої, так і нижньої щелепи. Дослідження не виявило статистично значущої різниці між частотою карієсу у чоловіків і жінок, але відзначило, що загальний низький рівень карієсу, швидше за все, був спричинений виснаженням і некарієсогенною їжею.

## Аналіз стабільних ізотопів
Аналіз стабільних ізотопів дозволяє біоархеологам вивчати харчування та міграцію популяцій. Аналіз вуглецю та азоту в кістковому колагені дає інформацію про дієту та харчування, тоді як аналіз стронцію та кисню може виявити моделі міграції окремих людей. Ізотопний аналіз можна використовувати для дослідження джерела їжі через значення δ13C і δ15N, оскільки вище значення δ15N свідчить про більшу надійність водного джерела їжі порівняно з наземним. Кисневі сигнатури можуть потрапити в зуби до того, як людина досягне 12 років через споживання ґрунтової води. Варіабельність рівнів δ18O у скелетній тканині ссавців зумовлена головним чином споживанням різних продуктів і води. Різне середовище, як-от гірські схили та близькість до прибережних районів, дає різні показники залежно від базової лінії місцевості, що може допомогти відстежити рух. Ці ознаки відрізняються від області до області, і ознаки кисню в зубах можна порівняти з ознаками ґрунтової води в різних регіонах.
Анна Ліндерхольм та Анна К'єллстрем зі Стокгольмського університету у Швеції вивчили близько 800 осіб з кількох середньовічних кладовищ у Сигтуні, Швеція, щоб зрозуміти соціальні відмінності між ними. Одна частина дослідження була присвячена використанню аналізу стабільних ізотопів для виявлення будь-яких відмінностей у харчуванні, пов'язаних з класом. Автори використовували аналіз стабільних ізотопів на 25 особах і п'яти тваринах, щоб допомогти їм зрозуміти соціальні відмінності на цих ділянках. Шестеро з них походили з кладовища на околиці церковного подвір'я, де багато жертв мали ознаки прокази. Таке розташування дозволяє припустити, що ці особи належали до нижчого соціального прошарку. Результати досліджень не виявили значних відмінностей у значеннях δ13C і δ15N, що означає, що люди, поховані в «здорових» регіонах, і ті, поховані в «нездорових» регіонах, мабуть, мали однакову дієту.
У 2013 році Крістіна Кіллгроув, класицистка і біоархеологиня, досліджувала людей із середньовічного кладовища в Берліні, Німеччина. На кладовищі, відомому як Петріплац, було понад 3000 осіб, похованих у період з середини ХІІІ до середини XVIII століття. Кладовище було розкопано режисерами Клаудією Меліш і Джеймі Сьюеллом між 2007 і 2010 роками. Кіллгроув проаналізувала перші моляри 22 осіб приблизно з 1200—1300 рр. і виявила, що у трьох осіб рівень стронцію на два стандартних відхилення перевищує локальний діапазон. Кіллгроув дійшла висновку, що, можливо, двоє осіб мігрували до Берліна із західно-центральної Німеччини, а інша мігрувала з південно-центральної Німеччини.